# 2013 en économie (discipline)
| • Chronologie générale de l'économie • |

| • Chronologie générale de l'économie • |

| Années de l'économie : 2010 - 2011 - 2012 - 2013 - 2014 - 2015 - 2016    |
| Décennies de l'économie : 1980 - 1990 - 2000 - 2010 - 2020 - 2030 - 2040 |

Cet article présente les faits marquants de l'année 2013 en économie.

## Chronologie
- 9 janvier 2013 : Décès de l'économiste James M. Buchanan, père de la Théorie des choix publics
- 19 février 2013 : Décès de l'économiste Armen Alchian, un des fondateurs de la Théorie économique des droits de propriété
- 28 mars 2013 : Thomas Piketty et Hélène Rey reçoivent le prix Yrjö Jahnsson, décerné tous les deux ans à un économiste européen de moins de 45 ans.
- 12 avril 2013 : L'économiste Raj Chetty reçoit la John Bates Clark medal.
- 27 mai 2013 : Emmanuel Farhi reçoit le prix du meilleur jeune économiste de France.